# Tour de Toscane 2014
La 87e édition du Tour de Toscane a eu lieu le 27 juillet 2014. La course fait partie du calendrier UCI Europe Tour 2014 en catégorie 1.1.

## Présentation

### Équipes
Classé en catégorie 1.1 de l'UCI Europe Tour, le Tour de Toscane est par conséquent ouvert aux UCI ProTeams dans la limite de 50 % des équipes participantes, aux équipes continentales professionnelles, aux équipes continentales et aux équipes nationales.
Vingt-deux équipes participent à ce Tour de Toscane - une ProTeam, huit équipes continentales professionnelles, douze équipes continentales et une équipe nationale :
| UCI ProTeam     | UCI ProTeam | UCI ProTeam |
| Nom de l'équipe | Pays        | Code        |
| --------------- | ----------- | ----------- |
| Orica-GreenEDGE | Australie   | OGE         |

| Équipe nationale          | Équipe nationale | Équipe nationale |
| Nom de l'équipe           | Pays             | Code             |
| ------------------------- | ---------------- | ---------------- |
| Équipe nationale d'Italie | Italie           | ITA              |

| Équipes continentales professionnelles | Équipes continentales professionnelles | Équipes continentales professionnelles |
| Nom de l'équipe                        | Pays                                   | Code                                   |
| -------------------------------------- | -------------------------------------- | -------------------------------------- |
| Androni Giocattoli-Venezuela           | Italie                                 | AND                                    |
| Bardiani CSF                           | Italie                                 | BAR                                    |
| Colombia                               | Colombie                               | COL                                    |
| MTN-Qhubeka                            | Afrique du Sud                         | MTN                                    |
| Neri Sottoli                           | Italie                                 | NRI                                    |
| Novo Nordisk                           | États-Unis                             | TNN                                    |
| RusVelo                                | Russie                                 | RVL                                    |
| Wanty-Groupe Gobert                    | Belgique                               | WGG                                    |

| Équipes continentales    | Équipes continentales | Équipes continentales |
| Nom de l'équipe          | Pays                  | Code                  |
| ------------------------ | --------------------- | --------------------- |
| Amore & Vita-Selle SMP   | Ukraine               | AMO                   |
| Area Zero                | Italie                | AZT                   |
| Astana Continental       | Kazakhstan            | AS2                   |
| Gourmetfein Simplon Wels | Autriche              | RSW                   |
| Idea                     | Italie                | IDE                   |
| Itera-Katusha            | Russie                | TIK                   |
| Meridiana Kamen          | Croatie               | MKT                   |
| MG Kvis-Wilier           | Italie                | MGK                   |
| Nankang-Fondriest        | Italie                | CEF                   |
| Trefor-Blue Water        | Danemark              | TBW                   |
| Vega-Hotsand             | Italie                | VHS                   |
| Vini Fantini Nippo       | Japon                 | VFN                   |

## Classement final
|    | Coureur            | Pays        | Équipe                       |    | Temps           |
| -- | ------------------ | ----------- | ---------------------------- | -- | --------------- |
| 1  | Pieter Weening     | Pays-Bas    | Orica-GreenEDGE              | en | 4 h 41 min 18 s |
| 2  | Jérôme Baugnies    | Belgique    | Wanty-Groupe Gobert          | +  | 6 s             |
| 3  | Roman Maikin       | Russie      | RusVelo                      |    | 6 s             |
| 4  | Marco Canola       | Italie      | Bardiani CSF                 |    | 6 s             |
| 5  | Adam Yates         | Royaume-Uni | Orica-GreenEDGE              |    | 6 s             |
| 6  | Sergey Firsanov    | Russie      | RusVelo                      |    | 56 s            |
| 7  | Rasmus Guldhammer  | Danemark    | Trefor-Blue Water            |    | 1 min 08 s      |
| 8  | Sergueï Lagoutine  | Russie      | RusVelo                      |    | 1 min 08 s      |
| 9  | Luca Chirico       | Italie      | MG Kvis-Wilier               |    | 1 min 08 s      |
| 10 | Gianfranco Zilioli | Italie      | Androni Giocattoli-Venezuela |    | 1 min 08 s      |

## Liste des participants
- Liste de départ complète

| Légende | Légende                                                                    | Légende | Légende                                                    |
| ------- | -------------------------------------------------------------------------- | ------- | ---------------------------------------------------------- |
| Num     | Dossard de départ porté par le coureur sur ce Tour de Toscane              | Pos     | Position à l'arrivée de la course                          |
|         | Indique un maillot de champion national ou mondial, suivi de sa spécialité | NP      | Indique un coureur qui n'a pas pris le départ de la course |
| AB      | Indique un coureur qui n'a pas terminé la course                           | HD      | Indique un coureur qui a terminé la course hors des délais |
| DSQ     | Indique un coureur qui a été disqualifié de la course                      |         |                                                            |

| Neri Sottoli NRI | Neri Sottoli NRI       | Neri Sottoli NRI |
| ---------------- | ---------------------- | ---------------- |
| Num              | Coureur                | Pos              |
| 1                | Matteo Rabottini (ITA) | 12e              |
| 2                | Andrea Fedi (ITA)      | 21e              |
| 3                | Mauro Finetto (ITA)    | 67e              |
| 4                | Mirko Tedeschi (ITA)   | AB               |
| 5                | Samuele Conti (ITA)    | AB               |
| 6                | Simone Ponzi (ITA)     | AB               |
| 7                | Fabio Taborre (ITA)    | AB               |
| 8                | Francesco Failli (ITA) | 33e              |

| Équipe nationale d'Italie ITA | Équipe nationale d'Italie ITA | Équipe nationale d'Italie ITA |
| ----------------------------- | ----------------------------- | ----------------------------- |
| Num                           | Coureur                       | Pos                           |
| 11                            | Alberto Bettiol (ITA)         | AB                            |
| 12                            | Davide Martinelli (ITA)       | AB                            |
| 13                            | Dario Cataldo (ITA)           | AB                            |
| 14                            | Iuri Filosi (ITA)             | AB                            |
| 15                            | Davide Formolo (ITA)          | AB                            |
| 16                            | Filippo Pozzato (ITA)         | AB                            |
| 17                            | Davide Villella (ITA)         | 34e                           |
| 18                            | Federico Zurlo (ITA)          | AB                            |

| MTN-Qhubeka MTN | MTN-Qhubeka MTN            | MTN-Qhubeka MTN |
| --------------- | -------------------------- | --------------- |
| Num             | Coureur                    | Pos             |
| 21              | Tsgabu Grmay (ETH) (Route) | AB              |
| 22              | Johann van Zyl (RSA)       | 71e             |
| 23              | Dennis van Niekerk (RSA)   | 79e             |
| 24              | Youcef Reguigui (ALG)      | 37e             |
| 25              | Kristian Sbaragli (ITA)    | 13e             |
| 26              | Nicolas Dougall (RSA)      | AB              |
| 27              | Martin Wesemann (RSA)      | AB              |
| 28              | Songezo Jim (RSA)          | AB              |

| Idea IDE | Idea IDE                 | Idea IDE |
| -------- | ------------------------ | -------- |
| Num      | Coureur                  | Pos      |
| 31       | Simone Carantoni (ITA)   | AB       |
| 32       | Ricardo Pichetta (ITA)   | 62e      |
| 33       | Mirko Tedeschi (ITA)     | 32e      |
| 34       | Matteo Collodel (ITA)    | AB       |
| 35       | Alessandro Pettiti (ITA) | AB       |
| 36       | Fabio Gadda (ITA)        | AB       |
| 37       | Matteo Spreafico (ITA)   | 49e      |
| 38       | Davide Ballerini (ITA)   | AB       |

| Orica-GreenEDGE OGE | Orica-GreenEDGE OGE    | Orica-GreenEDGE OGE |
| ------------------- | ---------------------- | ------------------- |
| Num                 | Coureur                | Pos                 |
| 41                  | Ivan Santaromita (ITA) | AB                  |
| 42                  | Sam Bewley (NZL)       | AB                  |
| 43                  | Adam Yates (GBR)       | 5e                  |
| 44                  | Brett Lancaster (AUS)  | AB                  |
| 45                  | Damien Howson (AUS)    | AB                  |
| 46                  | Matthew Goss (AUS)     | AB                  |
| 47                  | Cameron Meyer (AUS)    | AB                  |
| 48                  | Pieter Weening (NED)   | 1er                 |

| MG Kvis-Wilier MGK | MG Kvis-Wilier MGK           | MG Kvis-Wilier MGK |
| ------------------ | ---------------------------- | ------------------ |
| Num                | Coureur                      | Pos                |
| 51                 | Daniele Aldegheri (ITA)      | 46e                |
| 52                 | Matteo Busato (ITA)          | 20e                |
| 53                 | Andrei Nechita (ROU)         | 64e                |
| 54                 | Christian Delle Stelle (ITA) | AB                 |
| 55                 | Lorenzo Rota (ITA)           | 65e                |
| 56                 | Luca Chirico (ITA)           | 9e                 |
| 57                 | Juan Ignacio Curuchet (ARG)  | AB                 |
| 58                 | Mattia Frapporti (ITA)       | AB                 |

| Androni Giocattoli-Venezuela AND | Androni Giocattoli-Venezuela AND | Androni Giocattoli-Venezuela AND |
| -------------------------------- | -------------------------------- | -------------------------------- |
| Num                              | Coureur                          | Pos                              |
| 61                               | Franco Pellizotti (ITA)          | AB                               |
| 62                               | Manuel Belletti (ITA)            | 73e                              |
| 63                               | Tiziano Dall'Antonia (ITA)       | AB                               |
| 64                               | Antonio Parrinello (ITA)         | 26e                              |
| 65                               | Diego Rosa (ITA)                 | 61e                              |
| 66                               | Marco Frapporti (ITA)            | AB                               |
| 67                               | Alessio Taliani (ITA)            | 17e                              |
| 68                               | Gianfranco Zilioli (ITA)         | 10e                              |

| Astana Continental AS2 | Astana Continental AS2     | Astana Continental AS2 |
| ---------------------- | -------------------------- | ---------------------- |
| Num                    | Coureur                    | Pos                    |
| 71                     | Galym Akhmetov (KAZ)       | 63e                    |
| 72                     | Bakhtiyar Kozhatayev (KAZ) | 68e                    |
| 73                     | Tilegen Maidos (KAZ)       | 29e                    |
| 74                     |                            |                        |
| 75                     |                            |                        |
| 76                     | Maxat Ayazbayev (KAZ)      | 35e                    |
| 77                     | Roman Semyonov (KAZ)       | 47e                    |
| 78                     | Nikita Panassenko (KAZ)    | 42e                    |

| Bardiani CSF BAR | Bardiani CSF BAR        | Bardiani CSF BAR |
| ---------------- | ----------------------- | ---------------- |
| Num              | Coureur                 | Pos              |
| 81               | Marco Canola (ITA)      | 4e               |
| 82               | Paolo Colonna (ITA)     | 40e              |
| 83               |                         |                  |
| 84               | Stefano Locatelli (ITA) | 55e              |
| 85               | Angelo Pagani (ITA)     | AB               |
| 86               | Andrea Piechele (ITA)   | 50e              |
| 87               | Donato De Ieso (ITA)    | 52e              |
| 88               |                         |                  |

| Nankang-Fondriest CEF | Nankang-Fondriest CEF  | Nankang-Fondriest CEF |
| --------------------- | ---------------------- | --------------------- |
| Num                   | Coureur                | Pos                   |
| 91                    | Filippo Baggio (ITA)   | AB                    |
| 92                    | Alfredo Balloni (ITA)  | AB                    |
| 93                    | Nicola Dal Santo (ITA) | 44e                   |
| 94                    | Alfonso Fiorenza (ITA) | 77e                   |
| 95                    | Matteo Gozzi (ITA)     | 75e                   |
| 96                    |                        |                       |
| 97                    | Antonio Merolese (ITA) | AB                    |
| 98                    | Matteo Belli (ITA)     | AB                    |

| Colombia COL | Colombia COL              | Colombia COL |
| ------------ | ------------------------- | ------------ |
| Num          | Coureur                   | Pos          |
| 101          | Edwin Ávila (COL)         | AB           |
| 102          | Juan Esteban Arango (COL) | 16e          |
| 103          | Edward Díaz (COL)         | AB           |
| 104          | Jonathan Paredes (COL)    | 53e          |
| 105          | Dúber Quintero (COL)      | AB           |
| 106          |                           |              |
| 107          | Juan Pablo Valencia (COL) | 36e          |
| 108          | Leonardo Duque (COL)      | AB           |

| Area Zero AZT | Area Zero AZT           | Area Zero AZT |
| ------------- | ----------------------- | ------------- |
| Num           | Coureur                 | Pos           |
| 111           | Paolo Ciavatta (ITA)    | 31e           |
| 112           | Giovanni Carboni (ITA)  | AB            |
| 113           | Silvio Giorni (ITA)     | AB            |
| 114           | Fabio Chinello (ITA)    | 38e           |
| 115           | Gianluca Mengardo (ITA) | 54e           |
| 116           | Gianluca Leonardi (ITA) | AB            |
| 117           |                         |               |
| 118           | Simone Petilli (ITA)    | AB            |

| RusVelo RVL | RusVelo RVL               | RusVelo RVL |
| ----------- | ------------------------- | ----------- |
| Num         | Coureur                   | Pos         |
| 121         | Sergueï Lagoutine (RUS)   | 8e          |
| 122         | Sergey Firsanov (RUS)     | 6e          |
| 123         | Timofey Kritskiy (RUS)    | 74e         |
| 124         | Ilnur Zakarin (RUS)       | 48e         |
| 125         | Ivan Balykin (RUS)        | 39e         |
| 126         | Andrey Solomennikov (RUS) | 56e         |
| 127         | Roman Maikin (RUS)        | 3e          |
| 128         | Artem Ovechkin (RUS)      | AB          |

| Vini Fantini Nippo VFN | Vini Fantini Nippo VFN     | Vini Fantini Nippo VFN |
| ---------------------- | -------------------------- | ---------------------- |
| Num                    | Coureur                    | Pos                    |
| 131                    | Alessandro Bisolti (ITA)   | 24e                    |
| 132                    | Genki Yamamoto (JPN)       | AB                     |
| 133                    | Pierpaolo De Negri (ITA)   | 19e                    |
| 134                    | Eduard-Michael Grosu (ROU) | AB                     |
| 135                    | Alessandro Malaguti (ITA)  | 57e                    |
| 136                    | Takashi Miyazawa (JPN)     | DSQ                    |
| 137                    | Yuya Akimaru (JPN)         | AB                     |
| 138                    | Riccardo Stacchiotti (ITA) | 69e                    |

| Novo Nordisk TNN | Novo Nordisk TNN           | Novo Nordisk TNN |
| ---------------- | -------------------------- | ---------------- |
| Num              | Coureur                    | Pos              |
| 141              |                            |                  |
| 142              | Martijn Verschoor (NED)    | AB               |
| 143              | Stephen Clancy (IRL)       | AB               |
| 144              | Kevin De Mesmaeker (BEL)   | AB               |
| 145              | Nicolas Lefrançois (FRA)   | AB               |
| 146              |                            |                  |
| 147              | Christopher Williams (AUS) | AB               |
| 148              | Paolo Cravanzola (ITA)     | AB               |

| Itera-Katusha TIK | Itera-Katusha TIK      | Itera-Katusha TIK |
| ----------------- | ---------------------- | ----------------- |
| Num               | Coureur                | Pos               |
| 151               |                        |                   |
| 152               | Ildar Arslanov (RUS)   | AB                |
| 153               | Aydar Zakarin (RUS)    | 78e               |
| 154               | Dmitrii Ignatiev (RUS) | AB                |
| 155               | Mikhail Akimov (RUS)   | AB                |
| 156               | Evgeny Zverkov (RUS)   | AB                |
| 157               | Pavel Ptashkin (RUS)   | AB                |
| 158               |                        |                   |

| Meridiana Kamen MKT | Meridiana Kamen MKT       | Meridiana Kamen MKT |
| ------------------- | ------------------------- | ------------------- |
| Num                 | Coureur                   | Pos                 |
| 161                 | Davide Mucelli (ITA)      | 25e                 |
| 162                 | Antonio Santoro (ITA)     | 27e                 |
| 163                 | Blaž Furdi (SLO)          | 76e                 |
| 164                 | Emanuel Kišerlovski (CRO) | 51e                 |
| 165                 | Robert Jenko (SLO)        | AB                  |
| 166                 |                           |                     |
| 167                 | Mateo Franković (CRO)     | AB                  |
| 168                 | Peter Kozlovic (CRO)      | AB                  |

| Wanty-Groupe Gobert WGG | Wanty-Groupe Gobert WGG  | Wanty-Groupe Gobert WGG |
| ----------------------- | ------------------------ | ----------------------- |
| Num                     | Coureur                  | Pos                     |
| 171                     | Mirko Selvaggi (ITA)     | 58e                     |
| 172                     | Frederik Backaert (BEL)  | 18e                     |
| 173                     | Jérôme Baugnies (BEL)    | 2e                      |
| 174                     | Laurens De Vreese (BEL)  | 15e                     |
| 175                     | Marco Minnaard (NED)     | 28e                     |
| 176                     | Tim De Troyer (BEL)      | 23e                     |
| 177                     | Jan Ghyselinck (BEL)     | AB                      |
| 178                     | Frederik Veuchelen (BEL) | 60e                     |

| Vega-Hotsand VHS | Vega-Hotsand VHS              | Vega-Hotsand VHS |
| ---------------- | ----------------------------- | ---------------- |
| Num              | Coureur                       | Pos              |
| 181              | Fabio Tuzi (ITA)              | AB               |
| 182              | Sante Di Nizio (ITA)          | AB               |
| 183              | Gian Marco Di Francesco (ITA) | 59e              |
| 184              | Gianni Franco D'Intino (ITA)  | AB               |
| 185              | Alessio Lanzano (ITA)         | AB               |
| 186              |                               |                  |
| 187              | Nicola Gaffurini (ITA)        | 22e              |
| 188              | Alessandro Riccardi (ITA)     | AB               |

| Gourmetfein Simplon Wels RSW | Gourmetfein Simplon Wels RSW | Gourmetfein Simplon Wels RSW |
| ---------------------------- | ---------------------------- | ---------------------------- |
| Num                          | Coureur                      | Pos                          |
| 191                          | Paul Illenberger (AUT)       | AB                           |
| 192                          | Jure Golčer (SLO)            | AB                           |
| 193                          | Felix Großschartner (AUT)    | 30e                          |
| 194                          | Patrick Konrad (AUT)         | 43e                          |
| 195                          |                              |                              |
| 196                          | Dennis Paulus (AUT)          | AB                           |
| 197                          | Matej Marin (SLO)            | AB                           |
| 198                          | Lukas Zeller (AUT)           | 41e                          |

| Trefor-Blue Water TBW | Trefor-Blue Water TBW        | Trefor-Blue Water TBW |
| --------------------- | ---------------------------- | --------------------- |
| Num                   | Coureur                      | Pos                   |
| 201                   | Rasmus Guldhammer (DEN)      | 7e                    |
| 202                   | Patrick Clausen (DEN)        | 72e                   |
| 203                   | Thomas Riis (en) (DEN)       | 45e                   |
| 204                   | Aske Vorre (DEN)             | AB                    |
| 205                   | Mark Sehested Pedersen (DEN) | AB                    |
| 206                   | Mads Rahbek (DEN)            | AB                    |
| 207                   | Rasmus Mygind (DEN)          | 11e                   |
| 208                   | Daniel Foder (DEN)           | 80e                   |

| Amore & Vita-Selle SMP AMO | Amore & Vita-Selle SMP AMO  | Amore & Vita-Selle SMP AMO |
| -------------------------- | --------------------------- | -------------------------- |
| Num                        | Coureur                     | Pos                        |
| 211                        | Luca Benedetti (ITA)        | 14e                        |
| 212                        |                             |                            |
| 213                        | Mattia Gavazzi (ITA)        | AB                         |
| 214                        | Uri Martins (MEX)           | AB                         |
| 215                        | Kanstantin Klimiankou (BLR) | AB                         |
| 216                        | Simone Stortoni (ITA)       | 66e                        |
| 217                        | Yukinori Hishinuma (JPN)    | AB                         |
| 218                        | Artem Topchanyuk (UKR)      | 70e                        |